# Командование специальных операций ВВС США
Командование специальных операций ВВС США (Управление войск специального назначения ВВС США (УСпН ВВС США)) (англ. United States Air Force Special Operations Command; AFSOC) - одно из главных командований ВВС США, является высшим командным и административным органом войск специального назначения (СпН) в составе ВВС США, осуществляющим оперативное планирование и управление боевым применением частей и подразделений специального назначения в составе ВВС.

## История
УСпН ВВС США сформировано в составе ГУ СпН МО США 22 мая 1990 г., главные его органы управления и подчиненные части войск СпН расквартированы на территории военной базы Гёрлберт-Филд в ш. Флорида. Вместе с личным составом подчиненных подразделений и частей численность личного состава УСпН ВВС составляет 16 000 военнослужащих и гражданского персонала, составляя второе по численности соединение сил СпН в составе МО США.
В состав подчиненных подразделений и частей СпН ВВС входят:
Линейные части СпН ВВС :
3 отдельных авиаполка (оАП) СпН непосредственной огневой поддержки подразделений СпН на поле боя
- 1-й оАП СпН
- 24-й оАП СпН
- 27-й оАП СпН
- 18-я учебно-боевая эскадрилья (УБАЭ) СпН

На вооружении 1-го, 24-го и 27-го оАП СпН ВВС состоят самолеты непосредственной поддержки войск AC-130U Spectre, вертолеты Bell UH-1N Twin Huey, конвертопланы Bell V-22 Osprey, самолеты и вертолеты иностранного (в основном, российского) производства, в том числе Ми-8 и Ан-26.
Части СпН ВВС передового базирования:
На заморских ТВД расквартированы 352-й и 353-й оАП СпН ВВС:
- - 352-й оАП СпН (Милденхолл, Великобритания)
  - 353-й оАП СпН (Кадена, Япония)

Части СпН ВВС Национальной Гвардии:
В состав Национальной Гвардии США входят следующие подразделения и части СпН ВВС:
- 193-й оАП СпН
- 209-й инженерно-строительный батальон ВВС
- 280-й батальон связи ВВС
- 227-й отряд СпН ВВС

Части СпН резерва ВВС:
- 919-й оАП СпН

УСпН ВВС подчиняются следующие военные училища и учебные эскадрильи СпН:
- - Школа специалистов СпН ВВС США
  - 371-я УБАЭ СпН
  - 19-я и 551-я  АЭ СпН
  - Военно-учебный центр иностранных языков ВВС
  - УБАЭ СпН Резерва и Национальной Гвардии